# Osiedle Robotnicze (Bodzechów)
Osiedle Robotnicze – część wsi Bodzechów w Polsce, położona w województwie świętokrzyskim, w powiecie ostrowieckim, w gminie Bodzechów.
W latach 1975–1998 Osiedle Robotnicze administracyjnie należało do województwa kieleckiego.